# Cuevas del Hams
Cuevas del Hams är en grotta i Spanien.   Den ligger i regionen Balearerna, i den östra delen av landet, 600 km öster om huvudstaden Madrid. Cuevas del Hams ligger 20 meter över havet.
Terrängen runt Cuevas del Hams är huvudsakligen platt, men åt sydväst är den kuperad. Havet är nära Cuevas del Hams åt sydost.  Närmaste större samhälle är Manacor, 9,9 km väster om Cuevas del Hams. 